# Evelyne Ackermann
Evelyne Ackermann (* 17. November 1991) ist eine ehemalige Schweizer Unihockeyspielerin. Sie steht beim Nationalliga-A-Vertreter UHC Dietlikon unter Vertrag.

## Karriere
Ackermann begann ihre Karriere beim UHC Waldkirch-St. Gallen. 2007 debütierte sie in der ersten Mannschaft des UHC Waldkirch-St. Gallen in der Nationalliga B. Sie spielte von 2007 bis 2011 in der ersten Mannschaft der Ostschweizerinnen und erzielte dabei 16 Tore und legte neun Tore auf.
2011 erfolgte der Wechsel zum Ligakrösus aus der Nationalliga A. Sie wechselte zum UHC Dietlikon. Für Dietlikon absolvierte sie in ihrer ersten NLA-Saison 27 Partien und entwickelte sich zur Stammspielerin. Zudem gelang ihr mit dem UHCD der Einzug in den Cupfinal, welcher aber schlussendlich gegen die Red Ants Rychenberg Winterthur verloren ging. Ein Jahr später konnte sie ihrer Scorerbilanz weiter verbessern. 2013/14 gelang ihr ein sensationelles Jahr, in welchem sie 16 Tore schoss und neun vorbereitete. 2015 konnte sie mit Dietlikon erstmals den Cupfinal gewinnen. In den zwei nachfolgenden Jahren gelang dies Dietlikon erneut. 2017 eröffnete sie im Cupfinal in der 10. Spielminute das Score.
Am 10. April 2017 gab der Verein die Vertragsverlängerung um ein Jahr mit der Stürmerin bekannt. Ackermann beendete im Frühjahr 2021 ihre Karriere.

## Erfolge
- Schweizer Cup: 2015, 2016, 2017
- Schweizer Meister: 2017